# Confinamiento por la pandemia de COVID-19 en Chile
Las cuarentenas territoriales en Chile para combatir la pandemia de COVID-19 fueron una serie de restricciones de libertades y medidas de aislamiento sanitario de la población, parte de una política de salud pública con el fin de evitar la expansión del virus SARS-CoV-2, causante de la enfermedad del COVID-19.

## Antecedentes
El Estado de excepción constitucional en la República de Chile fue declarado el 18 de marzo de 2020 por el presidente Sebastián Piñera. Vigente en todo el territorio nacional, por una duración de 90 días, luego extendido constantemente a 180, 270, 360 y 469 días fue motivado por la emergencia sanitaria que se había originado quince días antes, con la confirmación del primer contagiado con el virus SARS-CoV-2, comenzado así el primer brote epidemiológico de la pandemia de enfermedad por coronavirus en ese país.
Esto dio inicio a una serie de medidas de prevención, contempladas en el estado de excepción constitucional de catástrofe y el código sanitario, como el cierre de todas las fronteras aéreas, terrestres y marítimas el mismo 18 de marzo; la declaración de toque de queda nocturno en todo el territorio nacional a partir del 22 de marzo; y el establecimiento de cordones sanitarios y cuarentenas, la primera de las cuales se inició el 26 de marzo, con la asistencia y control de las Fuerzas Armadas de Chile. Asimismo, se iniciaron campañas de prevención de los contagios, promoviendo el distanciamiento físico y el uso de mascarillas en espacios públicos, siguiendo las recomendaciones de la Organización Panamericana de la Salud y de la Organización Mundial de la Salud.

## Medidas sanitarias obligatorias
Como parte de las medidas de confinamiento, el gobierno chileno impuso una serie de medidas sanitarias para las personas en los espacios públicos y privados, como el uso obligatorio mediante un decreto de mascarillas al ingresar a espacios públicos cerrados, como también en todo el transporte público y privado remunerado. Asimismo, se redujo drásticamente el aforo en ese tipo de recintos, estableciendo medidas de distancia física en lugares cerrados como en el comercio, lugares de trabajo, de culto, como en cualquier otro lugar donde se reúnan más de diez personas. Para asegurar la higiene de manos, en muchos lugares públicos se dispuso de dispensadores de alcohol gel, especialmente en los ingresos, donde también en ciertos lugares estratégicos como centros de salud, centros comerciales y oficinas de atención a público, se comenzó a controlar la temperatura corporal de las personas, principalmente con un termómetro infrarrojo. Los eventos masivos fueron suspendidos o cancelados.

## Confinamientos locales

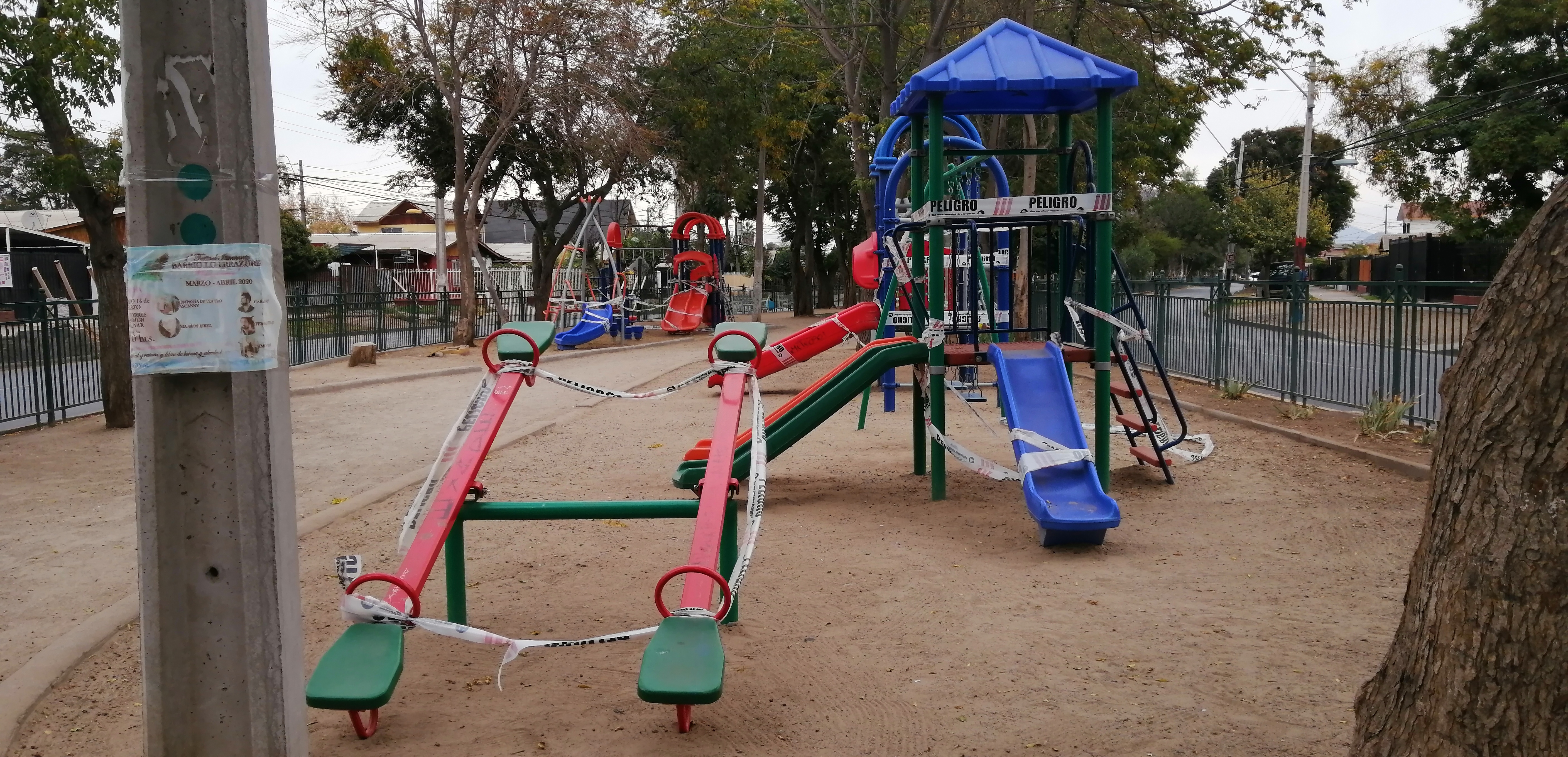
Parque público infantil cerrado por el estado de emergencia sanitaria.

El 26 de marzo de 2020, se declaró confinamiento total en varias comunas del país con alta tasa de contagios, se eximen de ella las personas vinculadas a los servicios de salud, públicos, básicos y de emergencias.
El 19 de julio de 2020, el Gobierno de Chile anunció en cadena nacional el plan Paso a Paso, el cual procura una gradualidad en los términos de las cuarentenas en las distintas zonas del país en las que se ha decretado esta medida, a fin de evitar rebrotes. Las etapas de desconfinamiento social que estaban descritas en el plan, eran las siguientes:
     (1) Restricción 
     (2) Transición
     (3) Preparación
     (4) Apertura Inicial
     (5) Apertura avanzada
- Restriccion: Confinamiento total. Solo se permiten negocios esenciales. Permiso temporal en la Comisaría Virtual de Carabineros de Chile.
- Transición: Se puede salir de lunes a viernes. Se mantiene el confinamiento los sábados, domingos y festivos. No es posible ir a un lugar en cuarentena. Se permite la apertura del comercio e ir a trabajar, siempre y cuando los lugares de origen o destino no se encuentren en una zona en cuarentena. Se pueden realizar actividades deportivas al aire libre de máximo diez personas, sin público. No se permiten actividades deportivas en espacios cerrados. Se permiten reuniones en espacios cerrados de máximo cinco personas (además de las personas que vivan en el lugar donde estén) y en espacios abiertos de diez personas. Se permiten salidas y visitas significativas a centros Sename hasta tres veces por semana.
- Preparación: Se puede salir todos los días de la semana, aunque no es posible ir a un lugar en cuarentena. Todo lo del punto anterior, sumado a que se pueden realizar actividades deportivas en espacios cerrados con máximo cinco personas (excepto gimnasios), y en espacios abiertos de 25 personas, sin público. Se permiten reuniones y eventos de máximo 25 personas en espacios cerrados y 50 personas en espacios abiertos. Pueden funcionar aquellos restaurantes, cafeterías y similares que cuenten con espacios abiertos (terrazas, etc) con una distancia de 2 metros entre mesas o al 25 % de su capacidad. Se permiten salidas y visitas significativas a centros Sename hasta cinco veces por semana.
- Apertura Inicial. Todo lo anterior, sumado a que se pueden realizar actividades deportivas en espacios cerrados con máximo diez personas (excepto gimnasios). Pueden funcionar restaurantes, cafeterías y lugares similares con distancia de 2 metros entre mesas o al 50 % de su capacidad máxima. Pueden funcionar cines, teatros y lugares similares con el 25 % de su capacidad máxima. Pubs, discotecas y similares deben mantenerse cerrados. Pueden volver las clases presenciales. Se permiten visitas y salidas a centros Sename bajo autorización y supervisión.
- Apertura avanzada. Todo lo anterior. Se incrementa el porcentaje de capacidad de cines, restaurantes, cafeterías, teatros y lugares similares al 75 %. Pueden abrir pubs, discotecas, gimnasios y similares con hasta el 50 % de su capacidad. Se permiten reuniones y eventos de máximo 150 personas. Se permiten actividades deportivas con hasta el 50 % del público, incluyendo gimnasios. Se pueden hacer visitas y salidas de centros Sename y Eleam.

Desde el 25 de julio de 2020 se ha permitido a los mayores de 75 años salir de sus casas en días y horarios determinados entre los pasos 1 y 4 (lo que estaba prohibido a nivel nacional desde mayo de 2020), dependiendo de la etapa en la que se encuentre el sector. Desde el 18 de agosto de 2020 se ha ampliado a las personas menores de 18 años que se encuentren en sectores en cuarentena.
Para poder transitar durante este periodo, las autoridades dispusieron de diferentes permisos y salvoconductos para diferentes tipos de actividades consideradas como «básicas» o «esenciales». Dichas autorizaciones, son otorgadas en línea a través de la Comisaría Virtual de Carabineros de Chile. La cantidad de permisos semanales y las razones por las cuales los ciudadanos deberán obtenerlos, depende de la fase en la que se encuentre cada comuna en la que reside.
Las comunas que han estado más días consecutivos confinadas son: a nivel parcial, Puente Alto, específicamente el sector poniente, que estuvo bajo la medida durante 172 días; y en su totalidad territorial, El Bosque y Quinta Normal, cuyas cuarentenas estuvieron vigentes por 158 días, todas ellas ubicadas dentro del radio urbano de la capital, Santiago.
Las comunas que han estado o están actualmente bajo confinamiento total son las siguientes:
| Comunas en estado de confinamiento            | Comunas en estado de confinamiento | Comunas en estado de confinamiento |
| Comuna                                        | Fecha de vigencia de confinamiento total | Estado                             |
| --------------------------------------------- | --- | ---------------------------------- |
| Región de Arica y Parinacota                  | |                                    |
| Arica (radio urbano)                          | 17 de abril de 2020-16 de mayo de 2020 15 de julio de 2020-9 de noviembre de 2020 4 de febrero de 2021-8 de marzo de 2021 29 de abril de 2021-17 de junio de 2021        | Vigente                            |
| Región de Tarapacá                            | |                                    |
| Alto Hospicio                                 | 16 de mayo de 2020-3 de octubre de 2020 4 de enero de 2021-16 de febrero de 2021 20 de marzo de 2021-17 de mayo de 2021                                                  | Vigente                            |
| Iquique                                       | 16 de mayo de 2020-3 de octubre de 2020 4 de enero de 2021-16 de febrero de 2021 20 de marzo de 2021-17 de mayo de 2021                                                  | Vigente                            |
| Pozo Almonte (radio urbano)                   | 13 de junio de 2020-28 de septiembre de 2020 23 de enero de 2021-25 de febrero de 2021 17 de abril de 2021-13 de mayo de 2021                                            | Vigente                            |
| Huara                                         | 28 de enero de 2021-11 de febrero de 2021 25 de febrero de 2021-11 de marzo de 2021                                                                                      | Vigente                            |
| Pica                                          | 4 de marzo de 2021-5 de abril de 2021 | Vigente                            |
| Región de Antofagasta                         | |                                    |
| Antofagasta (radio urbano y/o toda la comuna) | 6 de mayo de 2020-30 de mayo de 2020 24 de junio de 2020-28 de septiembre de 2020 14 de enero de 2021-16 de febrero de 2021 27 de marzo de 2021-29 de abril de 2021      | Vigente                            |
| Mejillones                                    | 6 de mayo de 2020-30 de mayo de 2020 24 de junio de 2020-28 de septiembre de 2020 14 de enero de 2021-1 de marzo de 2021                                                 | Vigente                            |
| Calama                                        | 10 de junio de 2020-21 de septiembre de 2020 10 de abril de 2021-10 de mayo de 2021                                                                                      | Vigente                            |
| Tocopilla                                     | 24 de junio de 2020-10 de agosto de 2020 6 de febrero de 2021-11 de marzo de 2021                                                                                        | Vigente                            |
| Taltal                                        | 18 de marzo de 2021-15 de abril de 2021 | Vigente                            |
| Región de Atacama                             | |                                    |
| Copiapó                                       | 28 de julio de 2020-3 de octubre de 2020 6 de febrero de 2021-16 de febrero de 2021 10 de abril de 2021-20 de mayo de 2021                                               | Vigente                            |
| Tierra Amarilla                               | 10 de agosto de 2020-3 de octubre de 2020 4 de febrero de 2021-1 de marzo de 2021 3 de junio de 2021-24 de junio de 2021 15 de julio de 2021-31 de julio de 2021         | Vigente                            |
| Vallenar                                      | 12 de septiembre de 2020-26 de octubre de 2020 8 de abril de 2021-17 de mayo de 2021 5 de junio de 2021-1 de julio de 2021                                               | Vigente                            |
| Diego de Almagro                              | 30 de enero de 2021-16 de febrero de 2021 27 de marzo de 2021-3 de mayo de 2021 29 de mayo de 2021-20 de julio de 2021                                                   | Vigente                            |
| Chañaral                                      | 13 de marzo de 2021-29 de abril de 2021 8 de mayo de 2021-24 de mayo de 2021                                                                                             | Vigente                            |
| Huasco                                        | 18 de marzo de 2021-15 de abril de 2021 | Vigente                            |
| Caldera                                       | 15 de abril de 2021-10 de mayo de 2021 | Vigente                            |
| Región de Coquimbo                            | |                                    |
| Coquimbo                                      | 30 de julio de 2020-28 de septiembre de 2020 11 de marzo de 2021-19 de abril de 2021                                                                                     | Vigente                            |
| La Serena                                     | 30 de julio de 2020-28 de septiembre de 2020 11 de marzo de 2021-19 de abril de 2021                                                                                     | Vigente                            |
| Ovalle                                        | 22 de agosto de 2020-3 de octubre de 2020 27 de marzo de 2021-22 de abril de 2021 10 de junio de 2021-8 de julio de 2021                                                 | Vigente                            |
| Salamanca                                     | 11 de marzo de 2021-13 de mayo de 2021 5 de junio de 2021-1 de julio de 2021                                                                                             | Vigente                            |
| Vicuña                                        | 11 de marzo de 2021-26 de abril de 2021 24 de junio de 2021-19 de julio de 2021                                                                                          | Vigente                            |
| Monte Patria                                  | 18 de marzo de 2021-19 de abril de 2021 | Vigente                            |
| Illapel                                       | 25 de marzo de 2021-10 de mayo de 2021 19 de junio de 2021-15 de julio de 2021                                                                                           | Vigente                            |
| Combarbalá                                    | 27 de marzo de 2021-8 de abril de 2021 17 de junio de 2021-5 de julio de 2021                                                                                            | Vigente                            |
| Los Vilos                                     | 27 de marzo de 2021-19 de abril de 2021 20 de mayo de 2021-24 de junio de 2021                                                                                           | Vigente                            |
| Paihuano                                      | 3 de abril de 2021-29 de abril de 2021 24 de junio de 2021-8 de julio de 2021                                                                                            | Vigente                            |
| Punitaqui                                     | 8 de abril de 2021-29 de abril de 2021 3 de junio de 2021-5 de julio de 2021                                                                                             | Vigente                            |
| Región de Valparaíso                          | |                                    |
| Isla de Pascua                                | 21 de marzo de 2020-6 de abril de 2020 | Vigente                            |
| San Antonio                                   | 10 de junio de 2020-28 de julio de 2020 27 de febrero de 2021-29 de abril de 2021 29 de mayo de 2021-12 de julio de 2021                                                 | Vigente                            |
| Valparaíso                                    | 13 de junio de 2020-13 de octubre de 2020 11 de marzo de 2021-17 de mayo de 2021                                                                                         | Vigente                            |
| Viña del Mar                                  | 13 de junio de 2020-13 de octubre de 2020 20 de marzo de 2021-17 de mayo de 2021                                                                                         | Vigente                            |
| Los Andes                                     | 20 de junio de 2020-24 de agosto de 2020 8 de abril de 2021-13 de mayo de 2021 3 de junio de 2021-8 de julio de 2021                                                     | Vigente                            |
| San Felipe                                    | 20 de junio de 2020-28 de julio de 2020 8 de abril de 2021-13 de mayo de 2021 3 de junio de 2021-8 de julio de 2021                                                      | Vigente                            |
| Quillota                                      | 27 de junio de 2020-21 de septiembre de 2020 13 de marzo de 2021-10 de mayo de 2021                                                                                      | Vigente                            |
| La Calera                                     | 28 de julio de 2020-3 de octubre de 2020 25 de marzo de 2021-17 de mayo de 2021 12 de junio de 2021-8 de julio de 2021                                                   | Vigente                            |
| La Cruz                                       | 28 de julio de 2020-28 de septiembre de 2020 25 de marzo de 2021-13 de mayo de 2021                                                                                      | Vigente                            |
| Catemu                                        | 13 de marzo de 2021-25 de marzo de 2021 3 de abril de 2021-3 de mayo de 2021 3 de julio de 2021-19 de julio de 2021                                                      | Vigente                            |
| El Quisco                                     | 13 de marzo de 2021-25 de marzo de 2021 3 de junio de 2021-8 de julio de 2021                                                                                            | Vigente                            |
| Concón                                        | 20 de marzo de 2021-10 de mayo de 2021 | Vigente                            |
| Nogales                                       | 20 de marzo de 2021-10 de mayo de 2021 17 de junio de 2021-8 de julio de 2021                                                                                            | Vigente                            |
| Quilpué                                       | 20 de marzo de 2021-13 de mayo de 2021 | Vigente                            |
| Villa Alemana                                 | 20 de marzo de 2021-13 de mayo de 2021 | Vigente                            |
| Cabildo                                       | 25 de marzo de 2021-8 de abril de 2021 | Vigente                            |
| Limache                                       | 25 de marzo de 2021-20 de mayo de 2021 | Vigente                            |
| Cartagena                                     | 27 de marzo de 2021-10 de mayo de 2021 27 de mayo de 2021-12 de julio de 2021                                                                                            | Vigente                            |
| Llay Llay                                     | 27 de marzo de 2021-3 de mayo de 2021 24 de junio de 2021-24 de julio de 2021                                                                                            | Vigente                            |
| Olmué                                         | 27 de marzo de 2021-29 de abril de 2021 29 de mayo de 2021-21 de junio de 2021                                                                                           | Vigente                            |
| Casablanca                                    | 1 de abril de 2021-6 de mayo de 2021 12 de junio de 2021-1 de julio de 2021                                                                                              | Vigente                            |
| La Ligua                                      | 1 de abril de 2021-3 de mayo de 2021 19 de junio de 2021-12 de julio de 2021                                                                                             | Vigente                            |
| Puchuncaví                                    | 1 de abril de 2021-3 de mayo de 2021 3 de junio de 2021-8 de julio de 2021                                                                                               | Vigente                            |
| El Tabo                                       | 1 de abril de 2021-26 de abril de 2021 12 de junio de 2021-19 de julio de 2021                                                                                           | Vigente                            |
| Papudo                                        | 3 de abril de 2021-6 de mayo de 2021 | Vigente                            |
| Quintero                                      | 3 de abril de 2021-17 de mayo de 2021 | Vigente                            |
| Santo Domingo                                 | 3 de abril de 2021-29 de abril de 2021 | Vigente                            |
| Algarrobo                                     | 8 de abril de 2021-13 de mayo de 2021 | Vigente                            |
| Putaendo                                      | 8 de abril de 2021-13 de mayo de 2021 19 de junio de 2021-8 de julio de 2021                                                                                             | Vigente                            |
| Calle Larga                                   | 8 de abril de 2021-13 de mayo de 2021-5 de junio de 2021-5 de julio de 2021                                                                                              | Vigente                            |
| Hijuelas                                      | 8 de abril de 2021-31 de mayo de 2021 | Vigente                            |
| Santa María                                   | 8 de abril de 2021-8 de julio de 2021 | Vigente                            |
| San Esteban                                   | 15 de abril de 2021-6 de mayo de 2021 17 de junio de 2021-12 de julio de 2021                                                                                            | Vigente                            |
| Rinconada                                     | 10 de junio de 2021-12 de julio de 2021 | Vigente                            |
| Región Metropolitana                          | |                                    |
| Independencia (sectores y/o toda la comuna)   | 27 de marzo de 2020-3 de abril de 2020 24 de abril de 2020-21 de septiembre de 2020 25 de marzo de 2021-29 de abril de 2021 5 de junio de 2021-1 de julio de 2021        | Vigente                            |
| Las Condes                                    | 27 de marzo de 2020-17 de abril de 2020 16 de mayo de 2020-28 de julio de 2020 27 de marzo de 2021-29 de abril de 2021 12 de junio de 2021-29 de junio de 2021           | Vigente                            |
| Lo Barnechea                                  | 26 de marzo de 2020-13 de abril de 2020 15 de mayo de 2020-28 de julio de 2020 27 de marzo de 2021-29 de abril de 2021 3 de junio de 2021-29 de junio de 2021            | Vigente                            |
| Vitacura                                      | 26 de marzo de 2020-13 de abril de 2020 15 de mayo de 2020-28 de julio de 2020 27 de marzo de 2021-29 de abril de 2021 12 de junio de 2021-29 de junio de 2021           | Vigente                            |
| Ñuñoa (sectores y/o toda la comuna)           | 26 de marzo de 2020-7 de mayo de 2020 15 de mayo de 2020-28 de julio de 2020 25 de marzo de 2021-29 de abril de 2021 12 de junio de 2021-29 de junio de 2021             | Vigente                            |
| Providencia                                   | 26 de marzo de 2020-13 de abril de 2020 15 de mayo de 2020-9 de agosto de 2020 27 de marzo de 2021-29 de abril de 2021 12 de junio de 2021-29 de junio de 2021           | Vigente                            |
| Santiago (sectores y/o toda la comuna)        | 26 de marzo de 2020-17 de agosto de 2020 20 de marzo de 2021-13 de mayo de 2021 5 de junio de 2021-1 de julio de 2021                                                    | Vigente                            |
| Puente Alto (sectores y/o toda la comuna)     | 9 de abril de 2020-28 de septiembre de 2020 25 de marzo de 2021-29 de junio de 2021                                                                                      | Vigente                            |
| El Bosque                                     | 16 de abril de 2020-21 de septiembre de 2020 18 de marzo de 2021-24 de junio de 2021                                                                                     | Vigente                            |
| San Bernardo (sectores y/o toda la comuna)    | 16 de abril de 2020-14 de septiembre de 2020 25 de marzo de 2021-29 de junio de 2021                                                                                     | Vigente                            |
| Pedro Aguirre Cerda                           | 23 de abril de 2020-31 de agosto de 2020 25 de marzo de 2021-28 de junio de 2021                                                                                         | Vigente                            |
| Quinta Normal                                 | 23 de abril de 2020-28 de septiembre de 2020 18 de marzo de 2021-24 de junio de 2021                                                                                     | Vigente                            |
| Estación Central                              | 30 de abril de 2020-17 de agosto de 2020 25 de marzo de 2021-29 de junio de 2021                                                                                         | Vigente                            |
| La Pintana (sectores y/o toda la comuna)      | 30 de abril de 2020-28 de septiembre de 2020 25 de marzo de 2021-29 de junio de 2021                                                                                     | Vigente                            |
| San Ramón (sectores y/o toda la comuna)       | 30 de abril de 2020-7 de septiembre de 2020 20 de marzo de 2021-24 de junio de 2021                                                                                      | Vigente                            |
| Cerrillos                                     | 5 de mayo de 2020-31 de agosto de 2020 18 de marzo de 2021-17 de mayo de 2021 5 de junio de 2021-5 de julio de 2021                                                      | Vigente                            |
| Quilicura (sectores y/o toda la comuna)       | 5 de mayo de 2020-14 de septiembre de 2020 27 de marzo de 2021-24 de mayo de 2021 12 de junio de 2021-1 de julio de 2021                                                 | Vigente                            |
| Recoleta                                      | 5 de mayo de 2020-7 de septiembre de 2020 27 de marzo de 2021-24 de mayo de 2021 12 de junio de 2021-1 de julio de 2021                                                  | Vigente                            |
| Cerro Navia                                   | 8 de mayo de 2020-28 de septiembre de 2020 25 de marzo de 2021-29 de junio de 2021                                                                                       | Vigente                            |
| Lo Espejo                                     | 8 de mayo de 2020-28 de septiembre de 2020 25 de marzo de 2021-29 de junio de 2021                                                                                       | Vigente                            |
| Conchalí                                      | 8 de mayo de 2020-28 de septiembre de 2020 27 de marzo de 2021-1 de julio de 2021                                                                                        | Vigente                            |
| La Cisterna                                   | 8 de mayo de 2020-7 de septiembre de 2020 20 de marzo de 2021-24 de junio de 2021                                                                                        | Vigente                            |
| La Florida                                    | 8 de mayo de 2020-31 de agosto de 2020 18 de marzo de 2021-24 de junio de 2021                                                                                           | Vigente                            |
| La Granja                                     | 8 de mayo de 2020-7 de septiembre de 2020 25 de marzo de 2021-29 de junio de 2021                                                                                        | Vigente                            |
| San Joaquín                                   | 8 de mayo de 2020-7 de septiembre de 2020 25 de marzo de 2021-29 de junio de 2021                                                                                        | Vigente                            |
| Lo Prado                                      | 8 de mayo de 2020-28 de septiembre de 2020 18 de marzo de 2021-24 de junio de 2021                                                                                       | Vigente                            |
| Macul                                         | 8 de mayo de 2020-31 de agosto de 2020 25 de marzo de 2021-20 de mayo de 2021 5 de junio de 2021-5 de julio de 2021                                                      | Vigente                            |
| Peñalolén                                     | 8 de mayo de 2020-24 de agosto de 2020 25 de marzo de 2021-29 de junio de 2021                                                                                           | Vigente                            |
| Renca                                         | 8 de mayo de 2020-5 de octubre de 2020 18 de marzo de 2021-24 de junio de 2021                                                                                           | Vigente                            |
| San Miguel                                    | 8 de mayo de 2020-7 de septiembre de 2020 18 de marzo de 2021-24 de junio de 2021                                                                                        | Vigente                            |
| Buin                                          | 15 de mayo de 2020-28 de septiembre de 2020 20 de marzo de 2021-24 de mayo de 2021 10 de junio de 2021-8 de julio de 2021                                                | Vigente                            |
| Colina                                        | 15 de mayo de 2020-28 de julio de 2020 27 de marzo de 2021-6 de mayo de 2021 29 de mayo de 2021-5 de julio de 2021                                                       | Vigente                            |
| Huechuraba                                    | 15 de mayo de 2020-31 de agosto de 2020 27 de marzo de 2021-6 de mayo de 2021 12 de junio de 2021-5 de julio de 2021                                                     | Vigente                            |
| Lampa                                         | 15 de mayo de 2020-9 de agosto de 2020 27 de marzo de 2021-1 de julio de 2021                                                                                            | Vigente                            |
| La Reina                                      | 15 de mayo de 2020-28 de julio de 2020 25 de marzo de 2021-29 de abril de 2021 12 de junio de 2021-29 de junio de 2021                                                   | Vigente                            |
| Maipú                                         | 15 de mayo de 2020-31 de agosto de 2020 25 de marzo de 2021-17 de mayo de 2021 5 de junio de 2021-5 de julio de 2021                                                     | Vigente                            |
| Padre Hurtado                                 | 15 de mayo de 2020-24 de agosto de 2020 18 de marzo de 2021-24 de junio de 2021                                                                                          | Vigente                            |
| Pudahuel                                      | 15 de mayo de 2020-21 de septiembre de 2020 25 de marzo de 2021-29 de junio de 2021                                                                                      | Vigente                            |
| Curacaví (radio urbano)                       | 12 de junio de 2020-9 de agosto de 2020 20 de marzo de 2021-10 de mayo de 2021 3 de junio de 2021-8 de julio de 2021                                                     | Vigente                            |
| Melipilla (radio urbano)                      | 12 de junio de 2020-9 de agosto de 2020 25 de marzo de 2021-29 de abril de 2021 29 de mayo de 2021-5 de julio de 2021                                                    | Vigente                            |
| Peñaflor                                      | 12 de junio de 2020-24 de agosto de 2020 25 de marzo de 2021-29 de junio de 2021                                                                                         | Vigente                            |
| San José de Maipo (radio urbano)              | 12 de junio de 2020-24 de agosto de 2020 27 de marzo de 2021-1 de julio de 2021                                                                                          | Vigente                            |
| Til Til (radio urbano)                        | 12 de junio de 2020-28 de julio de 2020 27 de marzo de 2021-10 de mayo de 2021 12 de junio de 2021-5 de julio de 2021                                                    | Vigente                            |
| Calera de Tango                               | 26 de junio de 2020-31 de agosto de 2020 20 de marzo de 2021-24 de junio de 2021                                                                                         | Vigente                            |
| Talagante                                     | 26 de junio de 2020-31 de agosto de 2020 20 de marzo de 2021-29 de mayo de 2021 12 de junio de 2021-29 de junio de 2021                                                  | Vigente                            |
| El Monte                                      | 26 de junio de 2020-31 de agosto de 2020 25 de marzo de 2021-29 de junio de 2021                                                                                         | Vigente                            |
| Isla de Maipo                                 | 27 de julio de 2020-14 de septiembre de 2020 31 de octubre de 2020-16 de noviembre de 2020 18 de marzo de 2021-17 de mayo de 2021 3 de junio de 2021-29 de junio de 2021 | Vigente                            |
| Paine                                         | 11 de septiembre de 2020-3 de octubre de 2020 27 de marzo de 2021-1 de julio de 2021                                                                                     | Vigente                            |
| María Pinto                                   | 20 de marzo de 2021-17 de mayo de 2021 10 de junio de 2021-8 de julio de 2021                                                                                            | Vigente                            |
| Pirque                                        | 25 de marzo de 2021-29 de junio de 2021 | Vigente                            |
| San Pedro                                     | 25 de marzo de 2021-29 de junio de 2021 | Vigente                            |
| Alhué                                         | 27 de marzo de 2021-29 de abril de 2021 12 de junio de 2021-29 de junio de 2021                                                                                          | Vigente                            |
| Región de O'Higgins                           | |                                    |
| Machalí                                       | 19 de junio de 2020-9 de agosto de 2020 10 de junio de 2021-1 de julio de 2021                                                                                           | Vigente                            |
| Rancagua                                      | 19 de junio de 2020-9 de agosto de 2020 25 de marzo de 2021-17 de mayo de 2021 3 de junio de 2021-1 de julio de 2021                                                     | Vigente                            |
| Graneros                                      | 26 de junio de 2020-9 de agosto de 2020 25 de marzo de 2021-24 de mayo de 2021 19 de junio de 2021-5 de julio de 2021                                                    | Vigente                            |
| Rengo                                         | 14 de julio de 2020-2 de septiembre de 2020 20 de febrero de 2021-6 de mayo de 2021 5 de junio de 2021-1 de julio de 2021                                                | Vigente                            |
| San Vicente de Tagua Tagua                    | 14 de agosto de 2020-8 de octubre de 2020 14 de enero de 2021-11 de febrero de 2021 27 de marzo de 2021-6 de mayo de 2021                                                | Vigente                            |
| Santa Cruz                                    | 2 de septiembre de 2020-3 de octubre de 2020 27 de marzo de 2021-19 de abril de 2021                                                                                     | Vigente                            |
| Pichidegua                                    | 18 de septiembre de 2020-5 de noviembre de 2020 18 de marzo de 2021-6 de mayo de 2021 19 de junio de 2021-5 de julio de 2021                                             | Vigente                            |
| Las Cabras                                    | 4 de marzo de 2021-25 de marzo de 2021 8 de abril de 2021-17 de junio de 2021                                                                                            | Vigente                            |
| Pichilemu                                     | 4 de marzo de 2021-22 de abril de 2021 | Vigente                            |
| Palmilla                                      | 6 de marzo de 2021-20 de mayo de 2021 | Vigente                            |
| Nancagua                                      | 13 de marzo de 2021-27 de mayo de 2021 | Vigente                            |
| San Fernando                                  | 13 de marzo de 2021-17 de mayo de 2021 | Vigente                            |
| Navidad                                       | 13 de marzo de 2021-15 de abril de 2021 19 de junio de 2021-8 de julio de 2021                                                                                           | Vigente                            |
| Peumo                                         | 18 de marzo de 2021-19 de abril de 2021 12 de junio de 2021-1 de julio de 2021                                                                                           | Vigente                            |
| Chépica                                       | 20 de marzo de 2021-6 de mayo de 2021 19 de junio de 2021-8 de julio de 2021                                                                                             | Vigente                            |
| Chimbarongo                                   | 20 de marzo de 2021-10 de mayo de 2021 | Vigente                            |
| Olivar                                        | 25 de marzo de 2021-17 de mayo de 2021 5 de junio de 2021-1 de julio de 2021                                                                                             | Vigente                            |
| Litueche                                      | 27 de marzo de 2021-6 de mayo de 2021 | Vigente                            |
| Placilla                                      | 27 de marzo de 2021-10 de mayo de 2021 | Vigente                            |
| Malloa                                        | 1 de abril de 2021-13 de mayo de 2021 3 de junio de 2021-29 de junio de 2021                                                                                             | Vigente                            |
| Codegua                                       | 3 de abril de 2021-20 de mayo de 2021 10 de junio de 2021-1 de julio de 2021                                                                                             | Vigente                            |
| Mostazal                                      | 8 de abril de 2021-5 de julio de 2021 | Vigente                            |
| Requínoa                                      | 8 de abril de 2021-17 de junio de 2021 | Vigente                            |
| Peralillo                                     | 8 de abril de 2021-10 de junio de 2021 | Vigente                            |
| Marchihue                                     | 10 de abril de 2021-17 de mayo de 2021 | Vigente                            |
| La Estrella                                   | 15 de abril de 2021-3 de mayo de 2021 | Vigente                            |
| Paredones                                     | 1 de mayo de 2021-27 de mayo de 2021 | Vigente                            |
| Quinta de Tilcoco                             | 6 de mayo de 2021-20 de mayo de 2021 | Vigente                            |
| Pumanque                                      | 13 de mayo de 2021-7 de junio de 2021 | Vigente                            |
| Región del Maule                              | |                                    |
| Curicó (radio urbano y/o toda la comuna)      | 19 de junio de 2020-24 de agosto de 2020 30 de diciembre de 2020-11 de febrero de 2021 13 de marzo de 2021-27 de mayo de 2021                                            | Vigente                            |
| Linares                                       | 28 de agosto de 2020-28 de septiembre de 2020 25 de febrero de 2021-17 de mayo de 2021                                                                                   | Vigente                            |
| Longaví (radio urbano)                        | 11 de septiembre de 2020-19 de octubre de 2020 3 de abril de 2021-5 de julio de 2021                                                                                     | Vigente                            |
| Molina                                        | 11 de septiembre de 2020-19 de octubre de 2020 4 de enero de 2021-11 de febrero de 2021 27 de marzo de 2021-24 de mayo de 2021                                           | Vigente                            |
| San Clemente                                  | 11 de septiembre de 2020-13 de octubre de 2020 30 de enero de 2021-4 de marzo de 2021 25 de marzo de 2021-10 de mayo de 2021 19 de junio de 2021-8 de julio de 2021      | Vigente                            |
| Licantén                                      | 18 de septiembre de 2020-9 de octubre de 2020 18 de febrero de 2021-11 de marzo de 2021 27 de mayo de 2021-14 de junio de 2021                                           | Vigente                            |
| Romeral                                       | 4 de enero de 2021-11 de febrero de 2021 3 de abril de 2021-17 de junio de 2021                                                                                          | Vigente                            |
| Maule                                         | 9 de enero de 2021-11 de febrero de 2021 25 de marzo de 2021-29 de abril de 2021 27 de mayo de 2021-24 de junio de 2021                                                  | Vigente                            |
| San Javier                                    | 9 de enero de 2021-11 de febrero de 2021 25 de marzo de 2021-24 de mayo de 2021                                                                                          | Vigente                            |
| Teno                                          | 14 de enero de 2021-11 de febrero de 2021 27 de marzo de 2021-31 de mayo de 2021 24 de junio de 2021-8 de julio de 2021                                                  | Vigente                            |
| Talca                                         | 23 de enero de 2021-22 de febrero de 2021 18 de marzo de 2021-29 de abril de 2021 5 de junio de 2021-24 de junio de 2021                                                 | Vigente                            |
| Constitución                                  | 28 de enero de 2021-1 de marzo de 2021 3 de abril de 2021-31 de mayo de 2021 1 de julio de 2021-15 de julio de 2021                                                      | Vigente                            |
| Empedrado                                     | 11 de febrero de 2021-1 de marzo de 2021 | Vigente                            |
| Vichuquén                                     | 11 de febrero de 2021-1 de marzo de 2021 | Vigente                            |
| Parral                                        | 11 de febrero de 2021-18 de marzo de 2021 10 de abril de 2021-8 de julio de 2021                                                                                         | Vigente                            |
| Pencahue                                      | 18 de febrero de 2021-18 de marzo de 2021 5 de junio de 2021-1 de julio de 2021                                                                                          | Vigente                            |
| Colbún                                        | 11 de marzo de 2021-24 de mayo de 2021 17 de junio de 2021-12 de julio de 2021                                                                                           | Vigente                            |
| San Rafael                                    | 11 de marzo de 2021-10 de mayo de 2021 27 de mayo de 2021-15 de julio de 2021                                                                                            | Vigente                            |
| Chanco                                        | 18 de marzo de 2021-26 de abril de 2021 | Vigente                            |
| Rauco                                         | 25 de marzo de 2021-20 de mayo de 2021 3 de junio de 2021-17 de junio de 2021                                                                                            | Vigente                            |
| Yerbas Buenas                                 | 25 de marzo de 2021-10 de mayo de 2021 27 de mayo de 2021-8 de julio de 2021                                                                                             | Vigente                            |
| Pelluhue                                      | 1 de abril de 2021-15 de abril de 2021 3 de julio de 2021-19 de julio de 2021                                                                                            | Vigente                            |
| Cauquenes                                     | 3 de abril de 2021-13 de mayo de 2021 | Vigente                            |
| Pelarco                                       | 3 de abril de 2021-20 de mayo de 2021 3 de junio de 2021-1 de julio de 2021                                                                                              | Vigente                            |
| Río Claro                                     | 3 de abril de 2021-17 de junio de 2021 | Vigente                            |
| Hualañé                                       | 3 de abril de 2021-10 de mayo de 2021 27 de mayo de 2021-24 de junio de 2021 15 de julio de 2021-24 de julio de 2021                                                     | Vigente                            |
| Villa Alegre                                  | 8 de abril de 2021-10 de mayo de 2021 3 de junio de 2021-1 de julio de 2021                                                                                              | Vigente                            |
| Sagrada Familia                               | 15 de abril de 2021-17 de junio de 2021 | Vigente                            |
| Retiro                                        | 17 de abril de 2021-24 de mayo de 2021 12 de junio de 2021-15 de julio de 2021                                                                                           | Vigente                            |
| Curepto                                       | 12 de junio de 2021-1 de julio de 2021 | Vigente                            |

| Comunas en estado de confinamiento         | Comunas en estado de confinamiento | Comunas en estado de confinamiento |
| Comuna                                     | Fecha de vigencia de confinamiento total | Estado                             |
| ------------------------------------------ | --- | ---------------------------------- |
| Región de Ñuble                            | |                                    |
| Chillán                                    | 30 de marzo de 2020-23 de abril de 2020 2 de septiembre de 2020-3 de octubre de 2020 23 de enero de 2021-25 de febrero de 2021 18 de marzo de 2021-6 de mayo de 2021       | Vigente                            |
| Chillán Viejo                              | 30 de marzo de 2020-23 de abril de 2020 2 de septiembre de 2020-3 de octubre de 2020 23 de enero de 2021-25 de febrero de 2021 18 de marzo de 2021-6 de mayo de 2021       | Vigente                            |
| Coihueco                                   | 2 de octubre de 2020-26 de octubre de 2020 13 de marzo de 2021-10 de mayo de 2021 5 de junio de 2021-1 de julio de 2021                                                    | Vigente                            |
| San Carlos                                 | 28 de enero de 2021-4 de marzo de 2021 25 de marzo de 2021-31 de mayo de 2021                                                                                              | Vigente                            |
| Coelemu                                    | 11 de marzo de 2021-29 de abril de 2021 | Vigente                            |
| Ñiquén                                     | 18 de marzo de 2021-17 de junio de 2021 | Vigente                            |
| Treguaco                                   | 18 de marzo de 2021-22 de abril de 2021 3 de junio de 2021-24 de junio de 2021                                                                                             | Vigente                            |
| San Ignacio                                | 20 de marzo de 2021-22 de abril de 2021 13 de mayo de 2021-24 de junio de 2021                                                                                             | Vigente                            |
| Pinto                                      | 25 de marzo de 2021-26 de abril de 2021 | Vigente                            |
| Quillón                                    | 25 de marzo de 2021-19 de abril de 2021 | Vigente                            |
| Cobquecura                                 | 3 de abril de 2021-29 de abril de 2021 | Vigente                            |
| San Fabián                                 | 8 de abril de 2021-10 de mayo de 2021 | Vigente                            |
| Yungay                                     | 8 de abril de 2021-10 de mayo de 2021 | Vigente                            |
| San Nicolás                                | 10 de abril de 2021-17 de junio de 2021 | Vigente                            |
| Pemuco                                     | 29 de abril de 2021-14 de junio de 2021 | Vigente                            |
| Ninhue                                     | 19 de junio de 2021-1 de julio de 2021 | Vigente                            |
| Región del Biobío                          | |                                    |
| Hualpén                                    | 6 de abril de 2020-16 de abril de 2020 28 de agosto de 2020-19 de octubre de 2020 4 de enero de 2021-11 de febrero de 2021 6 de marzo de 2021-10 de mayo de 2021           | Vigente                            |
| San Pedro de la Paz                        | 6 de abril de 2020-16 de abril de 2020 11 de septiembre de 2020-19 de octubre de 2020 14 de enero de 2021-11 de febrero de 2021 6 de marzo de 2021-10 de mayo de 2021      | Vigente                            |
| Penco                                      | 21 de agosto de 2020-19 de octubre de 2020 4 de enero de 2021-11 de febrero de 2021 6 de marzo de 2021-6 de mayo de 2021 3 de junio de 2021-21 de junio de 2021            | Vigente                            |
| Tomé                                       | 21 de agosto de 2020-9 de noviembre de 2020 16 de enero de 2021-11 de febrero de 2021 11 de marzo de 2021-29 de abril de 2021                                              | Vigente                            |
| Chiguayante                                | 28 de agosto de 2020-19 de octubre de 2020 14 de enero de 2021-11 de febrero de 2021 6 de marzo de 2021-6 de mayo de 2021                                                  | Vigente                            |
| Concepción                                 | 28 de agosto de 2020-19 de octubre de 2020 14 de enero de 2021-11 de febrero de 2021 6 de marzo de 2021-10 de mayo de 2021                                                 | Vigente                            |
| Talcahuano                                 | 28 de agosto de 2020-19 de octubre de 2020 14 de enero de 2021-11 de febrero de 2021 6 de marzo de 2021-10 de mayo de 2021                                                 | Vigente                            |
| Hualqui                                    | 2 de septiembre de 2020-13 de octubre de 2020 14 de enero de 2021-11 de febrero de 2021 6 de marzo de 2021-6 de mayo de 2021                                               | Vigente                            |
| Coronel                                    | 11 de septiembre de 2020-30 de noviembre de 2020 4 de enero de 2021-11 de febrero de 2021 4 de marzo de 2021-13 de mayo de 2021                                            | Vigente                            |
| Lota                                       | 11 de septiembre de 2020-30 de noviembre de 2020 4 de enero de 2021-15 de febrero de 2021 4 de marzo de 2021-13 de mayo de 2021                                            | Vigente                            |
| Curanilahue                                | 18 de septiembre de 2020-5 de noviembre de 2020 3 de diciembre de 2020-22 de febrero de 2021 26 de junio de 2021-12 de julio de 2021                                       | Vigente                            |
| Lebu                                       | 18 de septiembre de 2020-12 de noviembre de 2020 23 de enero de 2021-22 de febrero de 2021 11 de marzo de 2021-15 de abril de 2021 10 de junio de 2021-19 de julio de 2021 | Vigente                            |
| Los Álamos                                 | 18 de septiembre de 2020-5 de noviembre de 2020 23 de enero de 2021-25 de febrero de 2021 20 de marzo de 2021-6 de mayo de 2021 20 de mayo de 2021-15 de julio de 2021     | Vigente                            |
| Cañete                                     | 17 de octubre de 2020-8 de febrero de 2021 13 de marzo de 2021-22 de abril de 2021 29 de mayo de 2021-1 de julio de 2021                                                   | Vigente                            |
| Arauco                                     | 10 de diciembre de 2020-22 de febrero de 2021 11 de marzo de 2021-13 de mayo de 2021                                                                                       | Vigente                            |
| Los Ángeles                                | 12 de diciembre de 2020-25 de enero de 2021 20 de febrero de 2021-17 de mayo de 2021 5 de junio de 2021-5 de julio de 2021                                                 | Vigente                            |
| Laja                                       | 21 de enero de 2021-16 de febrero de 2021 25 de marzo de 2021-31 de mayo de 2021                                                                                           | Vigente                            |
| Mulchén                                    | 21 de enero de 2021-11 de febrero de 2021 18 de marzo de 2021-14 de junio de 2021                                                                                          | Vigente                            |
| Nacimiento                                 | 21 de enero de 2021-11 de febrero de 2021 3 de abril de 2021-21 de junio de 2021                                                                                           | Vigente                            |
| Negrete                                    | 21 de enero de 2021-11 de febrero de 2021 27 de marzo de 2021-10 de junio de 2021                                                                                          | Vigente                            |
| San Rosendo                                | 21 de enero de 2021-8 de febrero de 2021 8 de abril de 2021-26 de abril de 2021 8 de mayo de 2021-20 de mayo de 2021                                                       | Vigente                            |
| Tirúa                                      | 23 de enero de 2021-8 de febrero de 2021 25 de febrero de 2021-5 de abril de 2021 29 de abril de 2021-31 de julio de 2021                                                  | Vigente                            |
| Cabrero                                    | 28 de enero de 2021-25 de febrero de 2021 18 de marzo de 2021-17 de mayo de 2021                                                                                           | Vigente                            |
| Contulmo                                   | 4 de marzo de 2021-5 de abril de 2021 20 de mayo de 2021-3 de junio de 2021                                                                                                | Vigente                            |
| Quilleco                                   | 18 de marzo de 2021-14 de junio de 2021 | Vigente                            |
| Tucapel                                    | 18 de marzo de 2021-10 de mayo de 2021 | Vigente                            |
| Florida                                    | 20 de marzo de 2021-10 de mayo de 2021 1 de julio de 2021-19 de julio de 2021                                                                                              | Vigente                            |
| Santa Juana                                | 25 de marzo de 2021-17 de junio de 2021 1 de julio de 2021-20 de julio de 2021                                                                                             | Vigente                            |
| Yumbel                                     | 25 de marzo de 2021-6 de mayo de 2021 20 de mayo de 2021-8 de julio de 2021                                                                                                | Vigente                            |
| Santa Bárbara                              | 1 de abril de 2021-24 de junio de 2021 | Vigente                            |
| Alto Biobío                                | 29 de abril de 2021-15 de julio de 2021 | Vigente                            |
| Quilaco                                    | 1 de mayo de 2021-7 de junio de 2021 | Vigente                            |
| Región de La Araucanía                     | |                                    |
| Padre Las Casas                            | 28 de marzo de 2020-16 de abril de 2020 31 de octubre de 2020-21 de diciembre de 2020 30 de enero de 2021-13 de mayo de 2021                                               | Vigente                            |
| Temuco                                     | 28 de marzo de 2020-30 de abril de 2020 31 de octubre de 2020-21 de diciembre de 2020 14 de enero de 2021-11 de febrero de 2021 6 de marzo de 2021-13 de mayo de 2021      | Vigente                            |
| Nueva Imperial (radio urbano)              | 9 de abril de 2020-16 de abril de 2020 30 de enero de 2021-18 de marzo de 2021 3 de abril de 2021-17 de junio de 2021                                                      | Vigente                            |
| Angol (radio urbano y/o toda la comuna)    | 30 de abril de 2020-15 de mayo de 2020 10 de diciembre de 2020-25 de enero de 2021 13 de marzo de 2021-10 de junio de 2021                                                 | Vigente                            |
| Victoria (radio urbano y/o toda la comuna) | 30 de abril de 2020-15 de mayo de 2020 14 de enero de 2021-4 de marzo de 2021 1 de abril de 2021-7 de junio de 2021                                                        | Vigente                            |
| Lonquimay                                  | 22 de mayo de 2020-5 de junio de 2020 25 de septiembre de 2020-13 de octubre de 2020 18 de marzo de 2021-8 de abril de 2021 17 de junio de 2021-4 de agosto de 2021        | Vigente                            |
| Ercilla                                    | 25 de septiembre de 2020-26 de octubre de 2020 4 de marzo de 2021-3 de junio de 2021                                                                                       | Vigente                            |
| Teodoro Schmidt                            | 25 de septiembre de 2020-26 de octubre de 2020 1 de abril de 2021-29 de abril de 2021 26 de junio de 2021-31 de julio de 2021                                              | Vigente                            |
| Loncoche                                   | 2 de octubre de 2020-26 de octubre de 2020 11 de febrero de 2021-6 de mayo de 2021 1 de julio de 2021-20 de julio de 2021                                                  | Vigente                            |
| Carahue                                    | 2 de octubre de 2020-16 de noviembre de 2020 4 de marzo de 2021-27 de mayo de 2021 26 de junio de 2021-15 de julio de 2021                                                 | Vigente                            |
| Puerto Saavedra                            | 2 de octubre de 2020-9 de noviembre de 2020 6 de febrero de 2021-10 de mayo de 2021 3 de junio de 2021-20 de julio de 2021                                                 | Vigente                            |
| Villarrica                                 | 8 de octubre de 2020-16 de noviembre de 2020 11 de marzo de 2021-24 de mayo de 2021 17 de junio de 2021-20 de julio de 2021                                                | Vigente                            |
| Galvarino                                  | 17 de octubre de 2020-16 de noviembre de 2020 14 de enero de 2021-11 de febrero de 2021 18 de marzo de 2021-17 de junio de 2021 8 de julio de 2021-24 de julio de 2021     | Vigente                            |
| Renaico                                    | 17 de octubre de 2020-2 de noviembre de 2020 14 de enero de 2021-25 de enero de 2021 6 de marzo de 2021-3 de junio de 2021                                                 | Vigente                            |
| Freire                                     | 31 de octubre de 2020-21 de diciembre de 2020 6 de marzo de 2021-24 de mayo de 2021 17 de junio de 2021-8 de julio de 2021                                                 | Vigente                            |
| Vilcún                                     | 31 de octubre de 2020-23 de noviembre de 2020 30 de enero de 2021-11 de febrero de 2021 27 de febrero-27 de mayo de 2021                                                   | Vigente                            |
| Lautaro                                    | 7 de noviembre de 2020-14 de enero de 2021 28 de enero de 2021-4 de marzo de 2021 20 de marzo de 2021-7 de junio de 2021                                                   | Vigente                            |
| Cholchol                                   | 14 de noviembre de 2020-23 de diciembre de 2020 23 de enero de 2021-25 de febrero de 2021 11 de marzo de 2021-17 de mayo de 2021                                           | Vigente                            |
| Traiguén                                   | 14 de noviembre de 2020-30 de noviembre de 2020 23 de enero de 2021-26 de abril de 2021 8 de mayo de 2021-14 de junio de 2021                                              | Vigente                            |
| Curarrehue                                 | 3 de diciembre de 2020-23 de diciembre de 2020 20 de marzo de 2021-31 de mayo de 2021                                                                                      | Vigente                            |
| Los Sauces                                 | 10 de diciembre de 2020-23 de diciembre de 2020 11 de marzo de 2021-19 de abril de 2021 20 de mayo de 2021-15 de julio de 2021                                             | Vigente                            |
| Lumaco                                     | 23 de enero de 2021-8 de febrero de 2021 20 de febrero de 2021-20 de mayo de 2021                                                                                          | Vigente                            |
| Pucón                                      | 28 de enero de 2021-16 de febrero de 2021 1 de abril de 2021-10 de mayo de 2021 3 de junio de 2021-20 de julio de 2021                                                     | Vigente                            |
| Perquenco                                  | 4 de febrero de 2021-15 de febrero de 2021 13 de marzo de 2021-31 de mayo de 2021                                                                                          | Vigente                            |
| Toltén                                     | 6 de febrero de 2021-8 de abril de 2021 6 de mayo de 2021-28 de julio de 2021                                                                                              | Vigente                            |
| Collipulli                                 | 11 de febrero de 2021-17 de mayo de 2021 17 de junio de 2021-15 de julio de 2021                                                                                           | Vigente                            |
| Melipeuco                                  | 11 de febrero de 2021-18 de marzo de 2021 27 de marzo de 2021-13 de mayo de 2021                                                                                           | Vigente                            |
| Purén                                      | 11 de febrero de 2021-18 de marzo de 2021 8 de abril de 2021-10 de junio de 2021                                                                                           | Vigente                            |
| Cunco                                      | 25 de febrero de 2021-6 de mayo de 2021 | Vigente                            |
| Pitrufquén                                 | 11 de marzo de 2021-20 de mayo de 2021 | Vigente                            |
| Curacautín                                 | 20 de marzo de 2021-20 de mayo de 2021 3 de julio de 2021-20 de julio de 2021                                                                                              | Vigente                            |
| Gorbea                                     | 27 de marzo de 2021-24 de mayo de 2021 17 de junio de 2021-8 de julio de 2021                                                                                              | Vigente                            |
| Región de Los Ríos                         | |                                    |
| La Unión                                   | 31 de octubre de 2020-3 de diciembre de 2020 9 de enero de 2021-22 de febrero de 2021 6 de marzo de 2021-3 de mayo de 2021                                                 | Vigente                            |
| Lago Ranco                                 | 31 de octubre de 2020-30 de noviembre de 2020 28 de enero de 2021-15 de febrero de 2021 11 de marzo de 2021-10 de junio de 2021 1 de julio de 2021-4 de agosto de 2021     | Vigente                            |
| Futrono                                    | 7 de noviembre de 2020-14 de diciembre de 2020 18 de febrero de 2021-29 de abril de 2021 27 de mayo de 2021-7 de agosto de 2021                                            | Vigente                            |
| Valdivia                                   | 7 de noviembre de 2020-23 de diciembre de 2020 14 de enero de 2021-11 de febrero de 2021 4 de marzo de 2021-26 de abril de 2021                                            | Vigente                            |
| Los Lagos                                  | 14 de noviembre de 2020-14 de diciembre de 2020 14 de enero de 2021-19 de abril de 2021 13 de mayo de 2021-28 de julio de 2021                                             | Vigente                            |
| Paillaco                                   | 12 de diciembre de 2020-23 de diciembre de 2020 16 de enero de 2021-11 de febrero de 2021 11 de marzo de 2021-6 de mayo de 2021 27 de mayo de 2021-28 de julio de 2021     | Vigente                            |
| Río Bueno                                  | 12 de diciembre de 2020-23 de diciembre de 2020 14 de enero de 2021-15 de febrero de 2021 11 de marzo de 2021-10 de mayo de 2021 5 de junio de 2021-24 de junio de 2021    | Vigente                            |
| Mariquina                                  | 18 de febrero de 2021-24 de mayo de 2021 | Vigente                            |
| Lanco                                      | 4 de marzo de 2021-20 de mayo de 2021 10 de junio de 2021-20 de julio de 2021                                                                                              | Vigente                            |
| Panguipulli                                | 4 de marzo de 2021-20 de mayo de 2021 10 de junio de 2021-18 de agosto de 2021                                                                                             | Vigente                            |
| Máfil                                      | 4 de marzo de 2021-31 de mayo de 2021 1 de julio de 2021-19 de julio de 2021                                                                                               | Vigente                            |
| Corral                                     | 11 de marzo de 2021-10 de junio de 2021 | Vigente                            |
| Región de Los Lagos                        | |                                    |
| Osorno                                     | 30 de marzo de 2020-30 de abril de 2020 2 de octubre de 2020-30 de noviembre de 2020 14 de enero de 2021-16 de febrero de 2021 11 de marzo de 2021-6 de mayo de 2021       | Vigente                            |
| Puerto Montt                               | 29 de julio de 2020-7 de diciembre de 2020 14 de enero de 2021-16 de febrero de 2021                                                                                       | Vigente                            |
| Maullín                                    | 18 de septiembre de 2020-13 de octubre de 2020 28 de noviembre de 2020-23 de diciembre de 2020 21 de enero de 2021-1 de marzo de 2021                                      | Vigente                            |
| Frutillar                                  | 2 de octubre de 2020-5 de noviembre de 2020 28 de enero de 2021-22 de febrero de 2021 13 de marzo de 2021-17 de mayo de 2021                                               | Vigente                            |
| Río Negro                                  | 2 de octubre de 2020-16 de noviembre de 2020 23 de enero de 2021-16 de febrero de 2021 20 de marzo de 2021-17 de mayo de 2021 19 de junio de 2021-24 de julio de 2021      | Vigente                            |
| San Juan de la Costa                       | 2 de octubre de 2020-16 de noviembre de 2020 23 de enero de 2021-16 de febrero de 2021 11 de marzo de 2021-17 de mayo de 2021 12 de junio de 2021-15 de julio de 2021      | Vigente                            |
| Fresia                                     | 10 de octubre de 2020-5 de noviembre de 2020 21 de enero de 2021-16 de febrero de 2021 20 de mayo de 2021-17 de junio de 2021                                              | Vigente                            |
| Los Muermos                                | 10 de octubre de 2020-7 de diciembre de 2020 28 de enero de 2021-4 de marzo de 2021 15 de abril de 2021-3 de mayo de 2021                                                  | Vigente                            |
| Chonchi                                    | 17 de octubre de 2020-21 de diciembre de 2020 4 de febrero de 2021-22 de febrero de 2021 3 de abril de 2021-29 de abril de 2021 20 de mayo de 2021-21 de junio de 2021     | Vigente                            |
| Purranque                                  | 17 de octubre de 2020-16 de noviembre de 2020 30 de enero de 2021-22 de febrero de 2021 10 de abril de 2021-17 de mayo de 2021 3 de junio de 2021-24 de junio de 2021      | Vigente                            |
| Calbuco                                    | 31 de octubre de 2020-23 de diciembre de 2020 14 de enero de 2021-25 de febrero de 2021 10 de junio de 2021-1 de julio de 2021                                             | Vigente                            |
| Hualaihué                                  | 31 de octubre de 2020-30 de noviembre de 2020 13 de febrero de 2021-18 de marzo de 2021 1 de abril de 2021-22 de abril de 2021                                             | Vigente                            |
| Ancud                                      | 21 de noviembre de 2020-21 de diciembre de 2020 14 de enero de 2021-16 de febrero de 2021 22 de mayo de 2021-24 de junio de 2021                                           | Vigente                            |
| Puqueldón                                  | 21 de noviembre de 2020-14 de diciembre de 2020 3 de julio de 2021-20 de julio de 2021                                                                                     | Vigente                            |
| Queilén                                    | 21 de noviembre de 2020-21 de diciembre de 2020 | Vigente                            |
| Quemchi                                    | 21 de noviembre de 2020-21 de diciembre de 2020 4 de febrero de 2021-16 de febrero de 2021 11 de marzo de 2021-25 de marzo de 2021 29 de mayo de 2021-24 de junio de 2021  | Vigente                            |
| Castro                                     | 14 de enero de 2021-16 de febrero de 2021 20 de mayo de 2021-5 de julio de 2021                                                                                            | Vigente                            |
| Puerto Varas                               | 14 de enero de 2021-16 de febrero de 2021 | Vigente                            |
| Quellón                                    | 14 de enero de 2021-16 de febrero de 2021 | Vigente                            |
| Dalcahue                                   | 14 de enero de 2021-16 de febrero de 2021 3 de abril de 2021-26 de abril de 2021 15 de mayo de 2021-8 de julio de 2021                                                     | Vigente                            |
| Llanquihue                                 | 21 de enero de 2021-22 de febrero de 2021 13 de marzo de 2021-8 de abril de 2021 13 de mayo de 2021-24 de junio de 2021                                                    | Vigente                            |
| Puerto Octay                               | 21 de enero de 2021-16 de febrero de 2021 18 de marzo de 2021-22 de abril de 2021                                                                                          | Vigente                            |
| Puyehue                                    | 23 de enero de 2021-16 de febrero de 2021 25 de marzo de 2021-26 de abril de 2021 29 de mayo de 2021-24 de junio de 2021                                                   | Vigente                            |
| San Pablo                                  | 28 de enero de 2021-16 de febrero de 2021 18 de marzo de 2021-17 de mayo de 2021 5 de junio de 2021-21 de junio de 2021                                                    | Vigente                            |
| Curaco de Vélez                            | 4 de febrero de 2021-16 de febrero de 2021 | Vigente                            |
| Quinchao                                   | 4 de febrero de 2021-16 de febrero de 2021 25 de marzo de 2021-15 de abril de 2021 20 de mayo de 2021-14 de junio de 2021                                                  | Vigente                            |
| Palena                                     | 11 de marzo de 2021-25 de marzo de 2021 | Vigente                            |
| Cochamó                                    | 3 de abril de 2021-13 de mayo de 2021 | Vigente                            |
| Región de Aysén                            | |                                    |
| Tortel                                     | 13 de marzo de 2020-27 de marzo de 2020 | Vigente                            |
| Coyhaique                                  | 25 de septiembre de 2020-12 de noviembre de 2020 4 de febrero de 2021-1 de marzo de 2021 13 de mayo de 2021-8 de julio de 2021                                             | Vigente                            |
| Aysén                                      | 14 de enero de 2021-4 de febrero de 2021 27 de mayo de 2021-8 de julio de 2021                                                                                             | Vigente                            |
| Guaitecas                                  | 10 de abril de 2021-29 de abril de 2021 | Vigente                            |
| Cisnes                                     | 1 de mayo de 2021-8 de julio de 2021 | Vigente                            |
| Chile Chico                                | 10 de junio de 2021-5 de julio de 2021 | Vigente                            |
| Región de Magallanes                       | |                                    |
| Cabo de Hornos                             | 25 de marzo de 2020-6 de abril de 2020 10 de diciembre de 2020-4 de enero de 2021                                                                                          | Vigente                            |
| Punta Arenas                               | 1 de abril de 2020-7 de mayo de 2020 21 de agosto de 2020-17 de diciembre de 2020 6 de mayo de 2021-31 de mayo de 2021                                                     | Vigente                            |
| Natales                                    | 11 de septiembre de 2020-4 de enero de 2021 6 de mayo de 2021-17 de junio de 2021                                                                                          | Vigente                            |
| Porvenir                                   | 11 de septiembre de 2020-19 de noviembre de 2020 6 de mayo de 2021-17 de junio de 2021                                                                                     | Vigente                            |

## Cierre total de fronteras

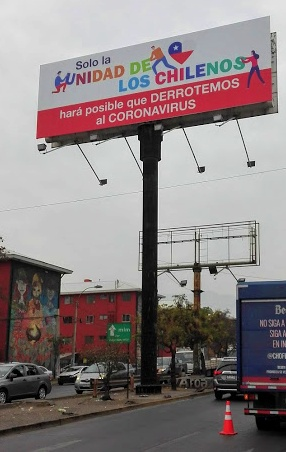
Letrero contra el coronavirus de la Avenida Departamental con Avenida José Joaquín Prieto en la comuna de San Miguel, Chile.

El cierre total de las fronteras durante la cuarentena, prohibiendo así el libre tránsito de los ciudadanos y solo permitiendo el ingreso controlado en aduanas sanitarias de nacionales o residentes permanentes, fue una medida adoptada por todos los países hispanoamericanos de Sudamérica, incluido Chile y todos sus países vecinos tales como Argentina, Bolivia y Perú, La medida también aplicó para el Territorio Antártico Chileno y todo Chile insular (americano y en Oceanía).

### Retorno de chilenos varados en el extranjero
El Gobierno de Chile realizó gestiones diplomáticas desde el comienzo de la cuarentena para iniciar la repatriación de las personas con nacionalidad chilena o con residencia permanente en el país, que se encontraban varados en otros países, principalmente por el cierre de fronteras y la suspensión o cancelación de vuelos en esos lugares. La mayoría se encontraba por razones de turismo o visitando familiares. 
En abril de 2020 partió desde Bogotá, Colombia, un avión comercial con destino a Cuba, retornando en un vuelo humanitario financiado por el gobierno chileno con personas que pidieron ayuda al presidente chileno debido a que no se le habían otorgado las garantías básicas en el país insular caribeño, usando la embajada de Argentina de ese país como albergue.
En mayo de 2020, un vuelo cuya mitad de su costo fue financiado por la Confederación de la Producción y el Comercio (CPC), permitió el regreso de 280 ciudadanos chilenos varados en Asia y Nueva Zelanda desde el inicio de la pandemia. Desde España, México y Argentina volvieron 504 personas.
En junio de 2020, un vuelo que recorrió todos los países de América Central retornó con 160 personas a Chile. También volvieron 222 personas desde Australia en un vuelo comercial.

## Pase de movilidad
A partir del 25 de mayo de 2021 y luego del proceso masivo de vacunación contra la COVID-19 en Chile, el Ministerio de Salud chileno comenzó a emitir un «pase de movilidad», diferente a los permisos emitidos por la Comisaría Virtual y que opera como un pasaporte sanitario, un documento en el cual se certifica que el portador ha sido vacunado contra el virus con el fin de obtener menores restricciones de desplazamiento durante los confinamientos, condicionado al cumplimiento de las medidas sanitarias de uso de mascarilla y distancia física, además de los toques de queda.